# The Avant-Garde
The Avant-Garde från 1966 är ett jazzalbum med John Coltrane och Don Cherry.
Coltrane spelar kompositioner av Ornette Coleman tillsammans med medlemmar i Colemans kvartett: Don Cherry, Charlie Haden och Ed Blackwell. Inspelningarna gjordes i Atlantic Studios i New York redan 1960 men gavs inte förrän nu.

## Låtlista
Låtarna är skrivna av Ornette Coleman om inget annat anges.
1. Cherryco (Don Cherry) – 6:47
2. The Blessing – 7:54
3. Focus on Sanity – 12:14
4. The Invisible – 4:13
5. Bemsha Swing (Thelonious Monk/Denzil Best) – 5:05

## Musiker
- John Coltrane – tenorsaxofon (spår 1, 3–5), sopransaxofon (spår 2, 4)
- Don Cherry – kornett
- Charlie Haden – bas (spår 1, 2)
- Percy Heath – bas (spår 3–5)
- Ed Blackwell – trummor